# فضای تصویری

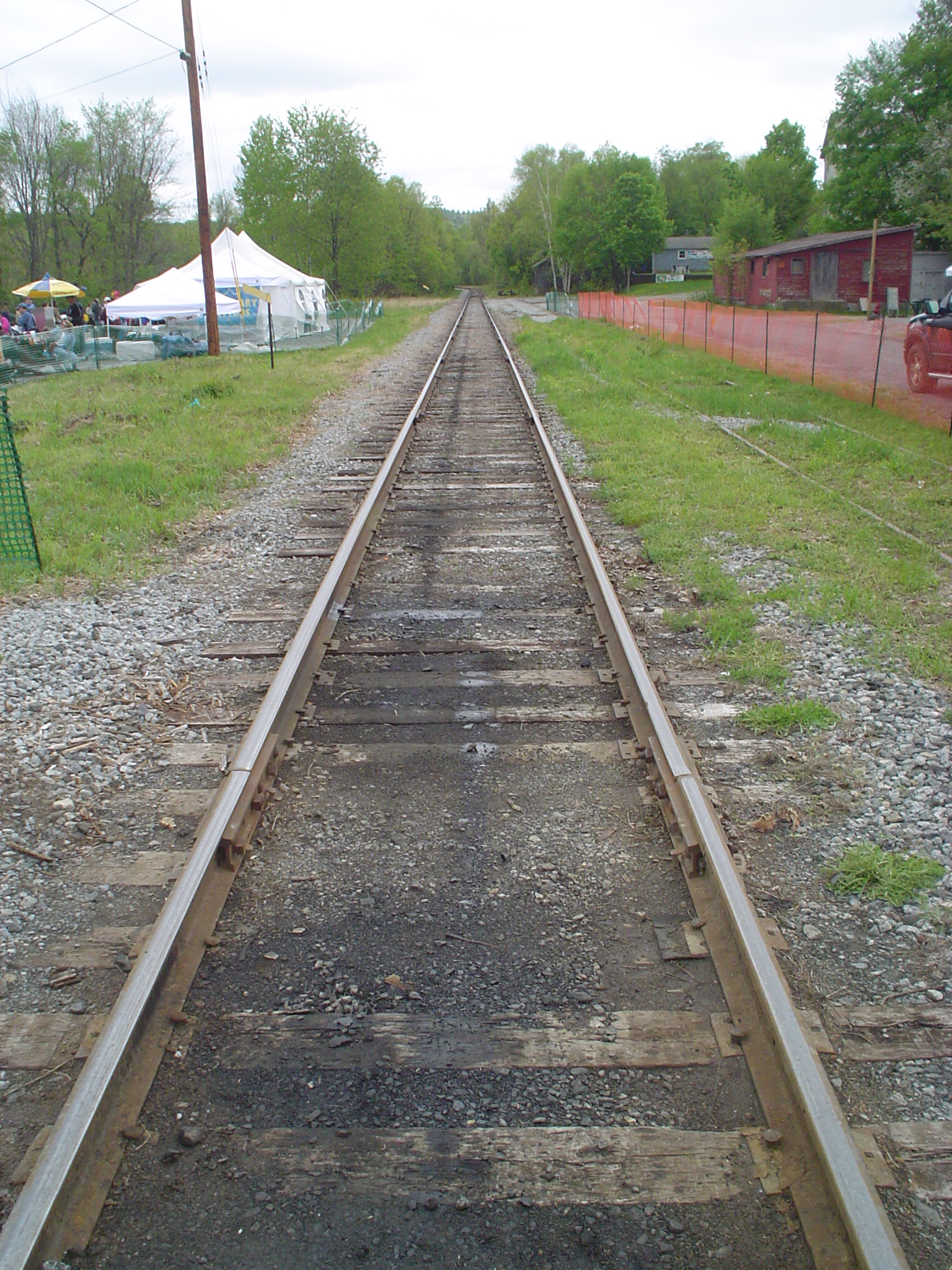
در پدیده مناظر و مرایا، خطوط موازی در صفحه، در نقطه محو شونده در افق همدیگر را قطع می کنند.

در ریاضیات، مفهوم فضای تصویری از پدیده بصری مناظر و مرایا نشأت گرفته است که در آن به نظر می رسد خطوط موازی در بی نهایت به هم می رسند. لذا یک فضای تصویری را می توان به صورت توسعه یافته فضای اقلیدسی دید یا به طور عام تر می توان آن را فضای آفینی دید که به آن نقاطی در بی نهایت افزوده شده است، چنان که در امتداد هر جفت خط موازی یک نقطه در بی نهایت قرار داشته باشد. 
اشکال تعریف فضای تصویری این است که خاصیت همسان‌گردی را ندارد، لذا دو نوع نقطه در آن وجود دارد که در اثبات‌ها باید با آن ها به شکل متفاوتی برخورد کرد. ازین رو، تعاریف دیگری وجود دارند که ترجیح داده می شوند. دو دسته تعاریف برای فضای تصویری وجود دارد. در هندسه ترکیبی، نقطه و خط موجودیتی بدوی و ابتدایی دارند که با روابط وقوع با هم مرتبط می شوند، مثل "نقطه ای روی خطی قرار دارد" یا "یک خط از یک نقطه عبور می کند"، که این روابط تحت شرایط اصول موضوعه هندسه تصویری عمل می کنند. نشان داده شده که برای چنین اصول موضوعه هایی، فضاهای تصویری که بر اساس آن ها تعریف می شود معادل با فضاهای حاصل از تعریفی است که در ادامه خواهد آمد، این تعریف در اغلب متون مدرن ریاضیاتی آورده شده و رایج تر از بقیه تعاریف است. 
با استفاده از جبر خطی، می توان فضای تصویری n بعدی را به صورت مجموعه خطوط برداری (یعنی زیرفضاهایی با بعد یک) در فضای برداری V از بعد n+1 تعریف کرد. به طور معادل چنین فضایی مجموعه خارج قسمت {\displaystyle V\setminus \{0\}} تقسیم بر رابطه هم ارزی "قرار داشتن بر روی یک خط برداری مشترک" می باشد. از آنجا که یک خط برداری با کره واحد مربوط به آن بردار در دو نقطه متقاطر برخورد می کند، فضاهای تصویری را نیز می توان به طور معادل به صورت کره ای تعریف کرد که در آن نقاط متقاطر با هم یکی در نظر گرفته می شوند. یک فضای برداری یک بعدی را خط تصویری، و فضای تصویری دو بعدی را صفحه تصویری نامند.
فضاهای تصویری به طور گسترده در هندسه استفاده شده و امکان استفاده از احکام و اثبات های ساده تر را می دهد. به عنوان مثال، در هندسه آفینی، دو خط در صفحه حداکثر در یک نقطه با هم برخورد می کنند، در حالی که در هندسه تصویری آن ها دقیقاً در یک نقطه با هم برخورد خواهند کرد. همچنین،می توان مقاطع مخروطی را از نظر برخوردهایی که با خط در بی نهایت دارند متمایز کرد به گونه ای که در هر دسته تنها یک مقطع مخروطی قرار گیرد: دو نقطه برای هذلولی ها؛ یک نقطه برای سهمی ها که با خط در بی نهایت مماس اند؛ و برای بیضوی ها هم هیچ نقطه برخوردی بوجود نخواهد آمد.
در توپولوژی و به طور خاص در نظریه منیفلد، فضاهای تصویری نقش بنیادینی بازی می کنند به گونه ای که آن ها مثالِ نوعی از منیفلد های جهت-ناپذیرند. 

## انگیزش

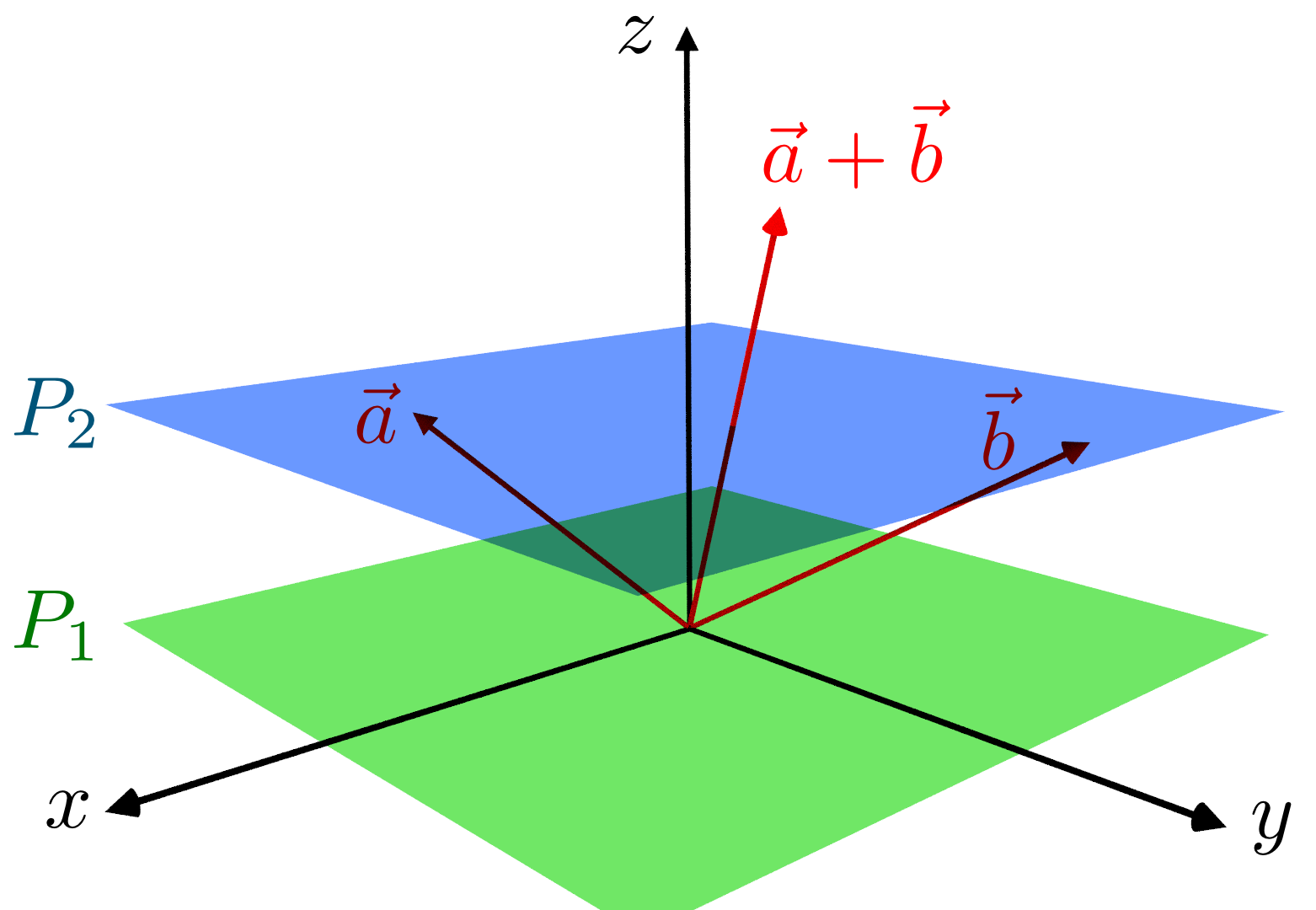
صفحه تصویری و افکنش (تجانس) مرکزی

همانطور که در بالا اشاره شد، فضاهای تصویری به منظور صوری سازی چنین احکامی معرفی شدند: "دو خط هم صفحه دقیقاً در یک نقطه با هم برخورد می کنند، و در صورتی که آن دو خط موازی باشند این نقطه در بی نهایت قرار خواهد  داشت." چنین احکامی حین مطالعه مناظر و مرایا به ذهن رسیدند، به گونه ای که می توان آن ها ره به عنوان افکنش (تجانس) مرکزی فضای سه بعدی بر روی یک صفحه در نظر گرفت. به طور دقیق تر، ورودی مردمک چشم یا یک دوربین ناظر، مرکز افکنش (تجانس) است و تصویر بدست آمده بر روی صفحه افکنش (تجانس) قرار خواهد داشت.
از نظر ریاضی، مرکز تجانس، نقطه ای چون O از فضا است (محل برخورد محور ها در شکل)؛ صفحه تصویری ({\displaystyle P_{2}}، در شکل به رنگ آبی مشخص شده است) صفحه ای است که از O عبور نمی کند، که اغلب در مختصات کارتزین به گونه ای انتخاب می شود که z=1. سپس، مرکز تجانس نقطه ای چون P را به محل تقاطع خط OP با صفحه تصویری می نگارد. چنین برخوردی وجود دارد اگر و تنها اگر نقطه P به صفحه‌ای ({\displaystyle P_{1}}، در شکل به رنگ سبز مشخص شده است) که از O عبور می کند و با {\displaystyle P_{2}} موازی است تعلق نداشته باشد.